# Lijst van voetbalinterlands Afghanistan - Syrië
Deze lijst van voetbalinterlands is een overzicht van alle officiële voetbalinterlands tussen de nationale teams van Afghanistan en Syrië. De landen hebben tot nu toe vijf keer tegen elkaar gespeeld. De eerste ontmoeting, een kwalificatiewedstrijd voor het Wereldkampioenschap voetbal 2010, was op 8 oktober 2007 in Damascus. De laatste wedstrijd, een kwalificatiewedstrijd voor de Azië Cup 2027, vond plaats op 10 juni 2025 in Hofuf (Saoedi-Arabië).

## Wedstrijden
| № | Plaats    | Datum           | Competitie                 | Wedstrijd           | Uitslag |
| - | --------- | --------------- | -------------------------- | ------------------- | ------- |
| 1 | Damascus  | 8 oktober 2007  | WK 2010 kwalificatie       | Syrië − Afghanistan | 3 − 0   |
| 2 | Doesjanbe | 26 oktober 2007 | WK 2010 kwalificatie       | Afghanistan − Syrië | 1 − 2   |
| 3 | Mashhad   | 11 juni 2015    | WK 2018 kwalificatie       | Afghanistan − Syrië | 0 − 6   |
| 4 | Seeb      | 13 oktober 2015 | WK 2018 kwalificatie       | Syrië − Afghanistan | 5 − 2   |
| 5 | Hofuf     | 10 juni 2025    | Azië Cup 2027 kwalificatie | Afghanistan − Syrië | 0 − 1   |

## Samenvatting
| Competitie            | Totaal gespeeld | Winst Afghanistan | Gelijk | Winst Syrië | Doelsaldo Afghanistan – Syrië |
| --------------------- | --------------- | ----------------- | ------ | ----------- | ----------------------------- |
| WK-kwalificatie       | 4               | 0                 | 0      | 4           | 3 − 16                        |
| Azië Cup-kwalificatie | 1               | 0                 | 0      | 1           | 0 − 1                         |
| Totaal                | 5               | 0                 | 0      | 5           | 3 − 17                        |

Wedstrijden bepaald door strafschoppen worden, in lijn met de FIFA, als een gelijkspel gerekend.
FFA · A-internationals · Afghaans vrouwenelftal
1940 - 1949 · 
1950 - 1959 · 
1960 - 1969 · 
1970 - 1979 · 
1980 - 1989 · 
1990 - 1999 · 
2000 – 2009 · 
2010 – 2019 ·
2020 − 2029
Bangladesh ·
Bhutan ·
Cambodja ·
China ·
Filipijnen ·
Hongkong ·
India ·
Indonesië ·
Irak ·
Iran ·
Japan ·
Jordanië ·
Kirgizië ·
Koeweit ·
Laos ·
Libanon ·
Luxemburg ·
Malediven ·
Maleisië ·
Mongolië ·
Myanmar ·
Nepal ·
Noord-Korea ·
Oman ·
Pakistan ·
Palestina ·
Qatar ·
Saoedi-Arabië ·
Singapore ·
Sri Lanka ·
Syrië ·
Tadzjikistan ·
Taiwan ·
Thailand ·
Turkmenistan ·
Vietnam ·
Zuid-Korea
SFA · A-internationals · Syrisch vrouwenelftal
1940 - 1949 · 
1950 - 1959 · 
1960 - 1969 · 
1970 - 1979 · 
1980 - 1989 · 
1990 - 1999 · 
2000 – 2009 · 
2010 – 2019 ·
2020 − 2029
Afghanistan ·
Algerije ·
Australië ·
Bahrein ·
Bangladesh ·
Cambodja ·
China ·
Cyprus ·
Egypte ·
Filipijnen ·
Griekenland ·
Guam ·
Haïti ·
Hongkong ·
India ·
Indonesië ·
Irak ·
Iran ·
Japan ·
Jemen ·
Jordanië ·
Kazachstan ·
Kirgizië ·
Koeweit ·
Laos ·
Libanon ·
Libië ·
Malediven ·
Maleisië ·
Marokko ·
Mauritanië ·
Mauritius ·
Myanmar ·
Nepal ·
Noord-Korea ·
Oezbekistan ·
Oman ·
Pakistan ·
Palestina ·
Qatar ·
Rusland ·
San Marino ·
Saoedi-Arabië ·
Singapore ·
Soedan ·
Sovjet-Unie ·
Sri Lanka ·
Tadzjikistan ·
Taiwan ·
Thailand ·
Tunesië ·
Turkije ·
Turkmenistan ·
Venezuela ·
Verenigde Arabische Emiraten ·
Vietnam ·
Wit-Rusland ·
Zuid-Jemen ·
Zuid-Korea ·
Zweden